# Dysmicoccus milleri
Dysmicoccus milleri är en insektsart som beskrevs av Kosztarab 1996. Dysmicoccus milleri ingår i släktet Dysmicoccus och familjen ullsköldlöss. Inga underarter finns listade i Catalogue of Life.